# Escalona
Escalona (auch Escalona del Alberche) ist eine Kleinstadt und eine zentralspanische Gemeinde (municipio) mit 3.801 Einwohnern (Stand: 2024) im Norden der Provinz Toledo in der Autonomen Gemeinschaft Kastilien-La Mancha.

## Lage und Klima
Der ca. 525 m hoch gelegene Ort Escalona liegt auf dem Nordufer des Río Alberche knapp 90 km südwestlich von Madrid bzw. gut 53 km nordwestlich der Provinzhauptstadt Toledo. Das Klima im Winter ist kühl, im Sommer dagegen durchaus warm; die geringen Niederschlagsmengen (ca. 395 mm/Jahr) fallen – mit Ausnahme der nahezu regenlosen Sommermonate – verteilt übers ganze Jahr.

## Bevölkerungsentwicklung
| Jahr      | 1857  | 1900  | 1950  | 2000  | 2019  |
| Einwohner | 1.005 | 1.272 | 1.806 | 2.170 | 3.241 |

Trotz der Mechanisierung der Landwirtschaft, der Aufgabe bäuerlicher Kleinbetriebe und dem damit einhergehenden Verlust an Arbeitsplätzen ist die Einwohnerzahl seit den 1950er Jahren deutlich gestiegen.

## Wirtschaft
Das wirtschaftliche Leben von Escalona war und ist in hohem Maße agrarisch orientiert – früher wurden Getreide, Weinreben etc. zur Selbstversorgung angepflanzt; Gemüse stammte aus den Hausgärten. Viehzucht (früher hauptsächlich Schafe und Ziegen, heute zumeist Rinder) und Forstwirtschaft (vor allem die Gewinnung von Holzkohle) wurde ebenfalls betrieben, denn auf dem Gemeindegebiet befand sich ein großer Kastanienwald (castañar). Im Ort selbst haben sich Kleinhändler, Handwerker sowie Dienstleister aller Art angesiedelt. Seit den letzten Jahrzehnten des 20. Jahrhunderts spielt der ländliche Tourismus (turismo rural) eine immer bedeutsamer werdenden Rolle für das Wirtschaftsleben der Gemeinde.

## Geschichte
Seit etwa 700 v. Chr. war die Region von keltischen Volksstamm der Vettonen besiedelt; Zeugnisse aus dieser Zeit fehlen jedoch ebenso wie von den Römern, Westgoten und Mauren. Kurz vor der Rückeroberung (reconquista) Toledos (1085) wurde die Gegend um Escalona vom leonesischen König Alfons VI. eingenommen. Seit der Mitte des 12. Jahrhunderts bedrängten die Almohaden die christlichen Gebiete erneut, doch im Jahr 1118 verlieh Alfons VII. dem Ort königliche Privilegien (fueros). Die islamische Bedrohung fand jedoch nach der Schlacht bei Las Navas de Tolosa (1212) ein Ende. In der ersten Hälfte des 14. Jahrhunderts prägte der Infant Juan Manuel die Geschicke seiner Geburtsstadt. Im Jahr 1423 kam sie in den Besitz der Krone, doch gab sie Juan II. unverzüglich seinem Getreuen Álvaro de Luna zum Lehen. Nach dessen Sturz im Jahr 1453 verteidigte seine Ehefrau Juana Pimentel noch 20 Tage lang die Stadt gegen ein königliches Heer. Im Jahr 1470 kam die Stadt an Juan Pacheco, der zwei Jahre später von Heinrich IV. von Kastilien zum Herzog von Escalona ernannt wurde, aber bereits im Jahr 1474 verstarb.

## Sehenswürdigkeiten

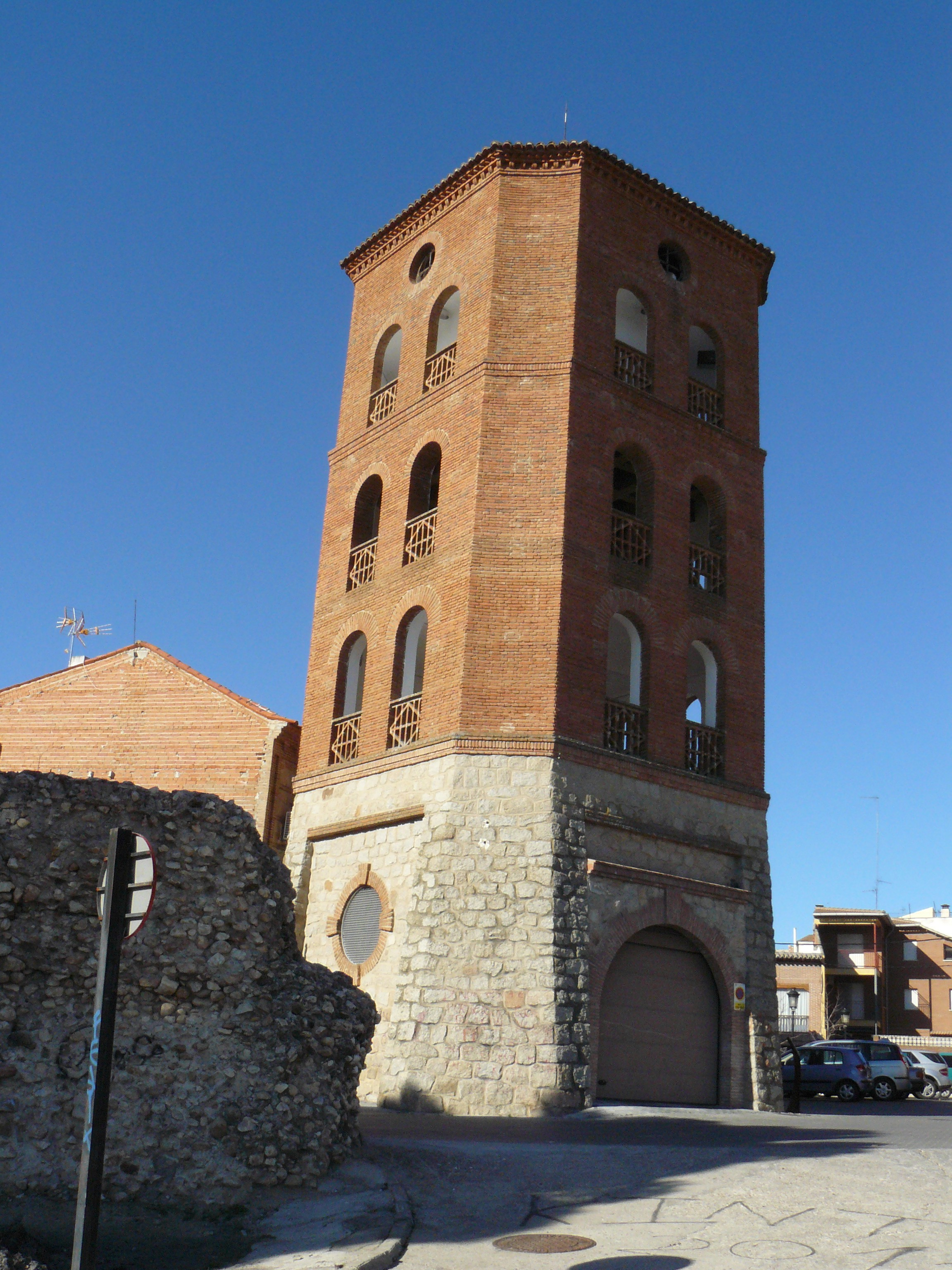
Wasserturm

- Die Geschichte der Burg von Escalona reicht weit zurück: Hier stand möglicherweise bereits eine römische Festung, die Jahrhunderte später von den Mauren ausgebaut und dann von den Christen erobert wurde. Diese erneuerten die Burg im sogenannten Mudéjar-Stil, dessen Charakteristikum ein Übereinander von Natursteinmauerwerk und Ziegelsteinlagen ist.[4]
- Escalona besaß auch eine 9 m hohe und 2 m dicke Stadtmauer (muralla) aus der Zeit nach der christlichen Rückeroberung.[5]
- Ursprünglich hatte jedes der 4 Stadtviertel von Escalona eine eigene Kirche, von denen jedoch nur die Iglesia de San Miguel übrig blieb. Diese wurde über Jahrhunderte zu einer dreischiffigen Kollegiatkirche umgebaut, deren größter Schatz ein barocker Altarretabel (retablo) ist.[6]
- Die Fassade des Franziskanerinnenkonvents (Convento de las Concepcionistas Franciscanas) beeindruckt durch Strebepfeiler und fächerförmige Fenster.[7]
- Die achtbogige Steinbrücke über den Río Alberche stammt aus dem 20. Jahrhundert.
- Gleiches gilt für den achteckigen Wasserturm (torre del agua) mit seinen 24 rundbogigen Fensteröffnungen.[8]

## Persönlichkeiten
- Juan Manuel (1282–1348), Schriftsteller, Politiker und Bauherr

## Sonstiges
Mehrere Szenen des Films Pancho Villa reitet (1968) mit Yul Brynner und Robert Mitchum wurden unter der Regie von Buzz Kulik in Escalona gedreht. 